# Пьемонтское таро
Пьемонтское таро (итал. Tarocco Piemontese) — наиболее распространённая в Италии игровая колода Таро. В отличие от сицилийского или болонского таро, включает в себя все 78 карт полной колоды.
Пьемонтское таро не имеет отношения к пьемонтской колоде обыкновенных игральных карт, представляющей собой местную разновидность французской колоды.

## Состав
Эволюция Безумца из пьемонтского таро
Колода представляет собой модификацию раннего варианта Марсельского Таро, созданного Жаном Додалем в Лионе в 1701 году. С конца XIX века все фигурные карты выполняются в двустороннем варианте. Старшие арканы нумеруются арабскими цифрами. Лицевые карты младших арканов и старшие арканы либо подписываются по-итальянски, либо не подписываются вообще. При этом карта, соответствующая Дураку, носит название Безумец (итал. Il Matto) и номер 0. Названия остальных козырей соответствуют традиционному Марсельскому Таро.
| Масти   |         |       |        |         |
| Русский | мечи    | кубки | монеты | палицы  |
| Italian | Spade   | Coppe | Denari | Bastoni |
| Spanish | Espadas | Copas | Oros   | Bastos  |

Изображения на картах современного образца содержат несколько незначительных отличий от классической марсельской колоды. Так, от облака, на котором восседает ангел с трубой (старший аркан Суд), помимо лучей, отделяются крупные капли. Перед лицом Безумца изображена летящая бабочка. Паж Палиц держит в руках две палицы: одна поднята вверх, другая опущена вниз. Туз Кубков представляет собой вазу с цветами.

## В культуре
Карнавальное шествие во время церемонии закрытия XX Зимних Олимпийских игр 2006 года в Турине использовало мотивы пьемонтского таро как одного из символов региона.